# Kościół Najświętszego Serca Pana Jezusa w Dzierżążnie Małym
Kościół pw. Najświętszego Serca Pana Jezusa w Dzierżążnie Małym – zabytkowy, drewniany kościół filialny, poświęcony 4 sierpnia 1957, należący do parafii Matki Boskiej Różańcowej w Dzierżążnie Wielkim, dekanatu Trzcianka, diecezji koszalińsko-kołobrzeskiej we wsi Dzierżążno Małe, w powiecie czarnkowsko-trzcianeckim, w województwie wielkopolskim.

## Architektura
Szachulcowy kościół w Dzierżążnie Małym, ufundowany przez Stanisława Górkę, powstał w latach 1746-1750. Ma konstrukcję zrębową. Budynek nieorientowany, ze szkieletowym prezbiterium z 1867 roku, przylegającym do nawy. Od frontu znajduje się oszalowana wieża o trzech kondygnacjach, zakończona hełmem z krzyżem. W wieży dzwon z 1775 roku. Nawę pokrywa dach blaszany, a prezbiterium dachówkowy. Empora wsparta na filarach. Ołtarz główny przedstawia figurę Jezusa Chrystusa. 